# Accidente de avión del aeropuerto de Jalalabad de 2015
El accidente de avión del Aeropuerto de Jalālābād sucedió el 2 de octubre de 2015 cuando un avión Lockheed Martin C-130J Super Hercules de transporte de la Fuerza Aérea de los Estados Unidos se estrelló en la pista de aterrizaje dejando a sus 11 ocupantes y a 3 personas más en tierra fallecidos, mientras en el norte del país los combates entre el Ejército y los talibanes por el control de la ciudad de Kunduz se apaciguaban.

## Desarrollo
El C-130  de 4 motores se estrelló en torno a la medianoche del viernes 2 de octubre en el Aeropuerto de Jalalabad, importante ciudad del este afgano, cerca de la frontera con Pakistán. El aeródromo es utilizado como base militar, por lo que ha sido blanco de múltiples ataques. Seis militares estadounidenses y 5 subcontratistas de la OTAN murieron, anunció un responsable estadounidense de Defensa, quien no informó la nacionalidad de los segundos.
Los 5 contratistas civiles trabajaban para la misión de la OTAN Resolute Support, dedicada a entrenar y asesorar a las fuerzas de seguridad afganas.

La tripulación y los pasajeros murieron.
Brian Tribus, coronel del Ejército estadounidense.

La misión de la OTAN, que comunicó también un balance de 11 muertos, no dio  explicación sobre las causas del accidente. Los talibanes, que se atribuyen con regularidad y sin pruebas la autoría de los accidentes aéreos en Afganistán, afirmaron que derribaron el aparato.

El avión de transporte americano fue derribado en un ataque directo de los mujahidines cuando despegaba (...) Empleamos un arma especial, pero es un secreto militar y no podemos entrar en detalles
Información el portavoz de los talibanes, Zabihullah Mujahid, quien comunicó un balance de al menos 15 muertos.

Una reivindicación que el comandante Tony Wickman de la misión de la OTAN contradijo. Podemos afirmar, "con un alto grado de confianza", que "un ataque enemigo no contribuyó al accidente", dijo.
El C-130 es un avión de transporte militar, dotado de múltiples versiones, capaz de despegar y aterrizar en pistas cortas o someras. Está equipado con 4 motores de hélice y es ampliamente empleado por fuerzas militares para el transporte de tropas y material pesado.
Este suceso ocurrió después de que las fuerzas afganas recuperaran el control el 1 de octubre de parte de la ciudad estratégica de Kunduz (norte) a los talibanes que la habían tomado el 28 de septiembre en unas horas.
Frente a la debacle de las tropas afganas, soldados alemanes, estadounidenses y británicos de las fuerzas especiales fueron enviados a Kunduz, y soldados norteamericanos, atacados por los talibanes, "replicaron" al fuego el día 1 de octubre, según la OTAN, que no facilitó un balance del tiroteo.
El Ejército estadounidense también llevó a cabo varios ataques aéreos contra los talibanes.

## Reacciones
- Estados Unidos: el presidente estadounidense Barack Obama, expresó sus condolencias por la muerte de los militares y civiles, varios de ellos estadounidenses. Según la Casa Blanca, son 6 los soldados estadounidenses fallecidos, además de 5 contratistas civiles y un número no especificado de civiles afganos.[11]

Nuestros pensamientos y oraciones están con las familias y seres queridos de las víctimas en este difícil momento
Palabras del presidente Obama en el comunicado de la Casa Blanca.

[Este suceso] nos recuerda el sacrificio que valientes estadounidenses y nuestros socios afganos hacen cada día en nombre de la libertad y la seguridad
Presidente Obama.